# Savva Màmontov
Savva Ivànovitx Màmontov (en rus Са́вва Ива́нович Ма́монтов) (Ialútorovsk, 15 d'octubre de 1841 - Moscou, 6 d'abril de 1918) va ser un famós empresari rus, comerciant, emprenedor i mecenes de les arts.
Màmontov va dirigir amb èxit i grans beneficis el seu negoci de ferrocarrils i va dedicar posteriorment bona part del seu temps i dels seus diners a les belles arts. El seu palau d'Abràmtsevo es va convertir en un autèntic pol d'atracció per a un ampli grup de joves pintors, escultors, arquitectes, ceramistes i folkloristes, que Màmontov animava a retornar als motius i a les tècniques de la tradició russa.
Una de les idees que van sorgir en aquesta colònia artística va ser la creació de l'Òpera Privada de Moscou, en la qual Màmontov es va implicar molt activament. Va muntar magnífiques produccions de les noves òperes de Rimski i va presentar davant del públic de Moscou a Fiódor Xaliapin.
Però aquesta empresa audaç es va acabar aviat quan l'any 1900, després d'unes acusacions qüestionables de males pràctiques empresarials, la companyia va haver de plegar. Tanmateix el seu record seria molt apreciat més endavant per personalitats com Serguei Diàguilev i els Ballets Russos, Marc Chagall, Aleksandr Benois i Ígor Stravinski.